# 鉄砲博三郎
鉄砲 博三郎（てっぽう ひろさぶろう、本名：鉄砲博、1929年7月12日 - 2020年5月26日）は、河内音頭の音頭取り。妻は太鼓叩きの鉄砲歌秀。鉄砲光三郎、鉄砲敏三郎は親類。

## 来歴
大阪府大阪市平野区の出身。
6歳で光三郎、敏三郎とともに初音家の稽古場に通い、河内音頭の櫓に上がる。
昭和30年代末から光三郎が『鉄砲節』で人気を得ているのに触発され自身も吉本の劇場に上がる。光三郎程の人気は出なかったが吉本では数少ない音頭取りとして重宝された。
音頭ショウを編成した時期もあった。1970年末頃まで劇場に出たがその後、音頭櫓の世界に戻った。2010年現在(執筆時)も櫓を中心に活動していた。
2012年3月31日にローオンレコード、浪曲、漫才などの貴重盤の復刻とフリージャズ、民族音楽などの意欲的なCDを発売しているミソラレコードのイベント、【てなもんやローオンバラエティ『第四回　暁照夫モノガタリ万華鏡-うなる・かたる・ひく』(於 浅草木馬亭)に出演。この事がきっかけとなり、翌2013年に同社からCD『音頭師/鉄砲博三郎』を新たに録音、リリースして健在ぶりを示した。
1960年代に東芝からシングルレコード(33回転)などの発売歴はあったが、実に40有余年ぶりのリリースとなった。
2020年5月26日、老衰のため逝去。

## 出演 (舞台)
晩年の出演のみ掲載
2012年3月31日
てなもんやローオンバラエティ『第四回　暁照夫モノガタリ万華鏡-うなる・かたる・ひく』(於 浅草木馬亭)にスペシャルゲストとして出演。
共演　桜川唯丸(初代 江州音頭)、 暁照夫(浪曲・三味線・漫談)。初音家秀若 (河内音頭初音家四代目宗家・ギター)&初音家歌月(河内音頭・太鼓)&虹友美 (浪曲三味線　曲師)。司会進行、澤田隆治（メディア・プロデューサー)。
10月28日
『音頭三昧 ONDO EXODUS! 2012 あき』(於 芦原橋リバティーホール)に特別出演。
2013年3月10日（日曜日）
『音頭三昧 ONDO EXODUS! 2013 はる 鉄砲博三郎CD発売記念コンサート 音頭師一代』(於 芦原橋リバティーホール)。
出演 【河内音頭 鉄砲節】鉄砲博三郎、鉄砲菊春+まんだ会(菊春主宰の会派。2020年頃解散)、【伝承河内音頭 交野節】美谷川菊若+美谷川会、四代目桜川音丸【浪曲河内音頭 初音家節】初音家石若+初音家歌月。【監修】桜川唯丸(初代)+澤田隆治+初音家秀若。

## ディスコグラフィー
- 『鉄砲博三郎の河内音頭』(東芝レコード ソノシート 1960年代)
- 『音頭師/ONDOSTAR』(ミソラレコード ONDO NOW MRON-3002 2013年)

## 弟子
- 鉄砲菊春
- 生駒一
- 生駒家一夫

## 関連人物
- 鉄砲光三郎
- 鉄砲敏三郎
- 桜川唯丸
- 三音英次
- 澤田隆治